# Librería de las Mujeres (Argentina)
La Librería de las Mujeres fue fundada en Argentina en el año 1995, es la única librería de estas características en toda América Latina. En sus más de 20 años de existencia, logró reunir y acompañar la rotación de más de 30.000 títulos publicados en español, así como originales en otras lenguas traducidos para las lectoras de habla hispana, sobre temáticas relacionadas con los derechos de las mujeres.

## Historia
En 1995, las feministas Piera Oria y Carola Caride, socias fundadoras del Taller Permanente de la Mujer, decidieron llevar adelante un proyecto que aporte a la lucha contra la discriminación de la mujer. Fue así como nació en la Ciudad de Buenos Aires la Librería de Mujeres, una de las 62 librerías del mundo especializada en libros y publicaciones escritos por mujeres y sobre diversos temas vinculados con sus derechos.
Dieron sus primeros pasos con no más de dos estantes en los que incluían otras cosas porque los libros que había sobre la temática en aquella época eran pocos. El primero fue un pequeño local en el Paseo la Plaza, que atendían ellas mismas día y noche. Se mudaron alrededor de ocho veces por el centro porteño. En un momento tuvieron que cerrar al público unos meses por problemas económicos.

## Editorial
La propuesta editorial Librería de Mujeres Editoras surgió en 2009 con el fin de producir los contenidos referentes a las temáticas del interés de su público con un esquema autofinanciado y autogestionado.
Así surgieron las primeras colecciones infantiles en castellano para la incorporación de la igualdad en la primera infancia: Yo soy Igual; Mi Sexualidad; Esta es mi Familia; Yo no Discrimino; y No quiero ser princesa, quiero ser etc.  También iniciaron la colección de ensayo e investigación Feminismo y Sociedad, que convocó a las autoras más importantes de la actualidad, logrando un catálogo exclusivo y de uso fundamental en todas las áreas de formación de ciudadanía con perspectiva de género.

## Ubicación
La sede de la librerìa se encuentra en el pasaje Rodolfo Rivarola 142 de la Ciudad de Buenos Aires(34°36′25″S 58°23′08″O / -34.606890, -58.385420)